# Солчјанки
Солчјанки (слч. Solčianky) насељено је мјесто са административним статусом сеоске општине (слч. obec) у округу Топољчани, у Њитранском крају, Словачка Република.

## Становништво
| Година:    | 1994. | 2004.    | 2014.   | 2024.   |
| ---------- | ----- | -------- | ------- | ------- |
| Број људи: | 298   | 258      | 269     | 271     |
| Разлика:   |       | -13,42 % | +4,26 % | +0,74 % |

| Година:    | 2023. | 2024.   |
| ---------- | ----- | ------- |
| Број људи: | 265   | 271     |
| Разлика:   |       | +2,26 % |

Према подацима о броју становника из 2011. године насеље је имало 268 становника.